# Eidgenössische Volksinitiative «Für verantwortungsvolle Unternehmen – zum Schutz von Mensch und Umwelt»

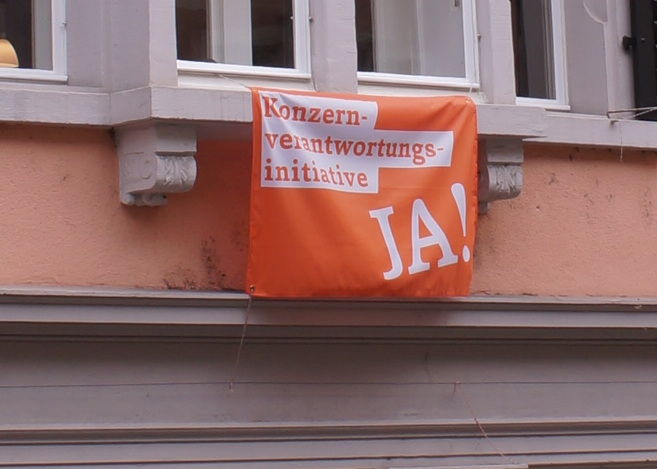
Fahne für die Initiative in Schaffhausen

Die eidgenössische Volksinitiative «Für verantwortungsvolle Unternehmen – zum Schutz von Mensch und Umwelt» (verkürzt auch Konzernverantwortungsinitiative, KOVI oder KVI genannt) war eine Volksinitiative in der Schweiz.
Die Initiative forderte, dass Konzerne mit Sitz in der Schweiz die Menschenrechte und internationale Umweltstandards auch ausserhalb der Schweiz zu respektieren haben. Dazu sollten Konzerne für Menschenrechtsverletzungen und die Missachtung verbindlicher Umweltstandards haftbar gemacht werden; unabhängig davon, wo die entsprechenden Handlungen vonstattengingen.
In der Volksabstimmung am 29. November 2020 erreichte die Initiative mit rund 50,7 % Ja-Stimmen zwar das Volksmehr, scheiterte jedoch am ebenfalls erforderlichen Ständemehr. Die Konzernverantwortungsinitiative war in der Geschichte des Schweizer Bundesstaats die zehnte Verfassungsvorlage und die zweite Volksinitiative, die allein wegen des Ständemehrs abgelehnt wurde.
Somit geht, statt des Vorschlags der Initianten, der indirekte Gegenentwurf (Gegenvorschlag) der Bundesversammlung in die Umsetzungsphase.
Infolge wurde die eidgenössische Volksinitiative «Für verantwortungsvolle Grossunternehmen – zum Schutz von Mensch und Umwelt» lanciert, die im Mai 2025 mit über 287'000 Unterschriften bei der Bundeskanzlei eingereicht wurde.

## Die Initiative

### Ziele
Mit der Initiative sollten zum einen die Menschen in Entwicklungsländern besser vor Missbräuchen geschützt werden. Zum anderen sollte sie verhindern, dass der Ruf der Schweiz durch Verfehlungen einzelner Konzerne in Mitleidenschaft gezogen wird. Die Gegner der Initiative argumentierten, dass für die Durchsetzung der Menschenrechte Staaten zuständig seien, nicht Firmen.
Die Initiative verlangte von Konzernen, dem Schutz von Mensch und Umwelt Rechnung zu tragen, worauf sich auch die Industrie seit den UN-Leitprinzipien für Wirtschaft und Menschenrechte international geeinigt hatte. Die Initiative sah vor, dass Unternehmen Risiken für Mensch und Umwelt in ihren Geschäftstätigkeiten mittels einer Sorgfaltsprüfung identifizieren, Massnahmen dagegen ergreifen und öffentlich über die Risiken und getroffenen Massnahmen berichten.
Die Initianten gingen davon aus, dass die Geschädigten die Beweislast für das Vorliegen eines tatsächlichen Kontrollverhältnisses, der Widerrechtlichkeit, des Schadens sowie des Kausalzusammenhangs tragen, während das Unternehmen aufgrund der vorgesehenen Beweislastumkehr den Beweis für die angewendete Sorgfalt erbringen muss.

### Initiativkomitee
Rund 130 Organisationen waren Mitglied im Trägerverein der Konzernverantwortungsinitiative. Das Co-Präsidium des Initiativkomitees bestand aus dem ehemaligen Staatsanwalt und Tessiner alt Ständerat Dick Marty (FDP) und der Rechtsprofessorin Monika Roth. Dem Initiativkomitee gehörten insgesamt 23 Personen an, darunter:
- Cécile Bühlmann, alt Nationalrätin sowie Stiftungsratspräsidentin von Greenpeace Schweiz aus Luzern
- Micheline Calmy-Rey, alt Bundesrätin aus Genf
- Giusep Nay, alt Bundesgerichtspräsident aus Graubünden
- Peter Niggli, Journalist aus Zürich
- Manon Schick, Geschäftsleiterin der Schweizer Sektion von Amnesty International
- Chiara Simoneschi-Cortesi, alt Nationalratspräsidentin aus dem Tessin
- Cornelio Sommaruga, alt IKRK-Präsident aus Genf.

### Initiativtext
Art. 101a Verantwortung von Unternehmen

1 Der Bund trifft Massnahmen zur Stärkung der Respektierung der Menschenrechte und der Umwelt durch die Wirtschaft.

2 Das Gesetz regelt die Pflichten der Unternehmen mit satzungsmässigem Sitz, Hauptverwaltung oder Hauptniederlassung in der Schweiz nach folgenden Grundsätzen:

a. Die Unternehmen haben auch im Ausland die international anerkannten Menschenrechte sowie die internationalen Umweltstandards zu respektieren; sie haben dafür zu sorgen, dass die international anerkannten Menschenrechte und die internationalen Umweltstandards auch von den durch sie kontrollierten Unternehmen respektiert werden; ob ein Unternehmen ein anderes kontrolliert, bestimmt sich nach den tatsächlichen Verhältnissen; eine Kontrolle kann faktisch auch durch wirtschaftliche Machtausübung erfolgen;
b. Die Unternehmen sind zu einer angemessenen Sorgfaltsprüfung verpflichtet; sie sind namentlich verpflichtet, die tatsächlichen und potenziellen Auswirkungen auf die international anerkannten Menschenrechte und die Umwelt zu ermitteln, geeignete Massnahmen zur Verhütung von Verletzungen international anerkannter Menschenrechte und internationaler Umweltstandards zu ergreifen, bestehende Verletzungen zu beenden und Rechenschaft über ergriffene Massnahmen abzulegen; diese Pflichten gelten in Bezug auf kontrollierte Unternehmen sowie auf sämtliche Geschäftsbeziehungen; der Umfang dieser Sorgfaltsprüfungen ist abhängig von den Risiken in den Bereichen Menschenrechte und Umwelt; bei der Regelung der Sorgfaltsprüfungspflicht nimmt der Gesetzgeber Rücksicht auf die Bedürfnisse kleiner und mittlerer Unternehmen, die geringe derartige Risiken aufweisen;
c. Die Unternehmen haften auch für den Schaden, den durch sie kontrollierte Unternehmen aufgrund der Verletzung von international anerkannten Menschenrechten oder internationalen Umweltstandards in Ausübung ihrer geschäftlichen Verrichtung verursacht haben; sie haften dann nicht nach dieser Bestimmung, wenn sie beweisen, dass sie alle gebotene Sorgfalt gemäss Buchstabe b angewendet haben, um den Schaden zu verhüten, oder dass der Schaden auch bei Anwendung dieser Sorgfalt eingetreten wäre;
d. Die gestützt auf die Grundsätze nach den Buchstaben a–c erlassenen Bestimmungen gelten unabhängig vom durch das internationale Privatrecht bezeichneten Recht.

## Inhaltliche Gegenüberstellung Volksinitiative – indirekter Gegenentwurf

### Volksinitiative
Die Volksinitiative verlangt vom Bund, gesetzliche Massnahmen zu treffen, welche Unternehmen zu einer umfassenden risikobasierten Sorgfaltsprüfung im Hinblick auf die Einhaltung international anerkannter Menschenrechte und Umweltstandards verpflichten. Diese Pflicht soll auch in Bezug auf die von Schweizer Unternehmen kontrollierten Unternehmen im Ausland und auf sämtliche Geschäftsbeziehungen der Unternehmen gelten. Dabei soll Rücksicht auf kleinere und mittlere Unternehmen genommen werden. Die betroffenen Unternehmen müssen über das Ergebnis der Sorgfaltsprüfung Bericht erstatten. Sofern den Unternehmen der Sorgfaltsnachweis nicht gelingt, müssen sie gemäss Initiative auch für Schäden haften, die von den durch sie kontrollierten Unternehmen im Ausland aufgrund der Verletzung von international anerkannten Menschenrechten und Umweltstandards verursacht werden. Im Bereich der Menschenrechte will die Initiative in der Schweiz unter anderem Elemente der UNO-Leitprinzipien für Wirtschaft und Menschenrechte (UNO-Leitprinzipien) aus dem Jahr 2011 rechtlich verbindlich umsetzen.

### Gegenentwurf
Der von den Räten im Sommer 2020 verabschiedete indirekte Gegenentwurf sieht im Gegensatz zur Initiative keine neuen Haftungsbestimmungen vor. Für grössere Unternehmen verankert er aber eine jährliche Berichterstattungspflicht zu Themen wie Menschenrechte, Umwelt und Korruption. Unternehmen werden zudem verpflichtet, in den Bereichen Konfliktmineralien und Kinderarbeit Sorgfaltspflichten einzuhalten und darüber Bericht zu erstatten. Wer keinen Bericht vorlegt oder unwahre Angaben macht, riskiert eine Busse von bis zu 100'000 Franken.

## Geschichte

### Entstehung
Ein Zusammenschluss von 50 Entwicklungs- und Menschenrechtsorganisationen, Umwelt- und Frauenverbänden, Gewerkschaften, kirchlichen Gruppen und kritischen Aktionärsvereinigungen lancierte im November 2011 die Kampagne «Recht ohne Grenzen». Bis Mitte 2012 unterzeichneten 135‘000 Personen eine Petition, die von Bundesrat und Parlament verlangte, ein Gesetz auszuarbeiten, wonach Firmen, die ihren Sitz in der Schweiz haben, überall in der Welt die Menschenrechte und Umweltstandards respektieren müssen.

#### Ruggie-Strategie für die Schweiz
Parallel zur Einreichung der Petition reichten fünf Abgeordnete parlamentarische Vorstösse ein, darunter im Juni 2012 ein Postulat, das vom Bundesrat verlangt, eine Ruggie-Strategie für die Schweiz auszuarbeiten, also einen nationalen Aktionsplan zur Umsetzung der UN-Leitprinzipien für Wirtschaft und Menschenrechte, wie sie der UN-Menschenrechtsrat im Juni 2011 einstimmig angenommen hatte. Am 14. Dezember 2012 wurde das Postulat durch den Nationalrat knapp angenommen. Die Veröffentlichung dieses Nationalen Aktionsplans (NAP) für Wirtschaft und Menschenrechte erfolgte im Dezember 2016.
Der NAP des Bundesrates schlug keine neuen, rechtlich verbindlichen Massnahmen vor, stattdessen wiederholte er, dass es der Corporate Social Responsability (CSR) der Unternehmen obläge, für die Einhaltung von Menschenrechten und Umweltstandards zu sorgen.

#### Lancierung einer Volksinitiative
Am 21. April 2015 wurde die Konzernverantwortungsinitiative von über 60 NGOs lanciert. Am 10. Oktober 2016 wurde die Volksinitiative «Für verantwortungsvolle Unternehmen zum Schutz von Mensch und Umwelt» mit 120'418 gültigen Unterschriften eingereicht und am 1. November 2016 von der Bundeskanzlei das Zustandekommen erklärt.

### Bundesrätliche und parlamentarische Beratungen
Der Bundesrat beantragte dem Parlament im Herbst 2017 in seiner Botschaft, die Initiative ohne Gegenvorschlag zur Ablehnung zu empfehlen. In seiner Botschaft erkannte der Bundesrat die Anliegen der Initianten als berechtigt, begründete seine Ablehnung aber damit, dass die Initiative bei den Haftungsregeln zu weit ginge.
Anders als die Regierung sprachen sich die Rechtskommissionen des Ständerats und des Nationalrats für die Erarbeitung eines Gegenvorschlags aus. Der Nationalrat folgte seiner Kommission am 14. Juni 2018 und verabschiedete einen Gesetzesentwurf als indirekten Gegenvorschlag zur Initiative. Das Initiativkomitee stellte darauf in Aussicht, es ziehe das Volksbegehren zurück, wenn der Vorschlag im Ständerat nicht verwässert würde. Ohne den Umweg über eine Verfassungsänderung per Volksinitiative könnten gesetzliche Regelungen viel schneller in Kraft treten, was im Interesse der Betroffenen von Menschenrechtsverletzungen sei.
Mit einer Mehrheit von 22 zu 20 Stimmen entschied der Ständerat im März 2019 weder auf den Gegenvorschlag des Nationalrats noch auf den Gegenvorschlag der eigenen vorberatenden Kommission einzugehen. Das Geschäft ging zurück in den Nationalrat. Dieser entschied am 13. Juni 2019 mit 109 zu 69 Stimmen am indirekten Gegenvorschlag zur Konzernverantwortungsinitiative festzuhalten.
In seiner Sitzung vom 14. August 2019 beschloss der Bundesrat, sich in der parlamentarischen Debatte zum indirekten Gegenvorschlag für eine Vorlage einzusetzen, welche die Pflicht zur Nachhaltigkeitsberichterstattung über die Achtung der Menschenrechte und den Umweltschutz beinhaltet, jedoch keine Haftungsregeln, die über die bisher geltenden Regeln hinausgehen. Am 18. Dezember 2019 entschied sich der Ständerat mit 25 zu 13 Stimmen für einen Gegenvorschlag ohne Haftungsregeln.

### Internationaler Kontext
Im Zuge der einstimmig verabschiedeten UNO-Leitprinzipien für Wirtschaft und Menschenrechte haben diverse Länder eine Sorgfaltsprüfungspflicht in Gesetze aufgenommen, zum Teil beziehen sich diese Regelungen auf spezifische Sektoren, Produkte oder geografische Zonen. Auch in der EU fordern Initiativen eine gesetzliche Regelung zur Konzernverantwortung.
Daneben entwickelt sich auch die Rechtsprechung in verschiedenen Staaten stetig weiter.

## Positionen und Abstimmungskampagnen

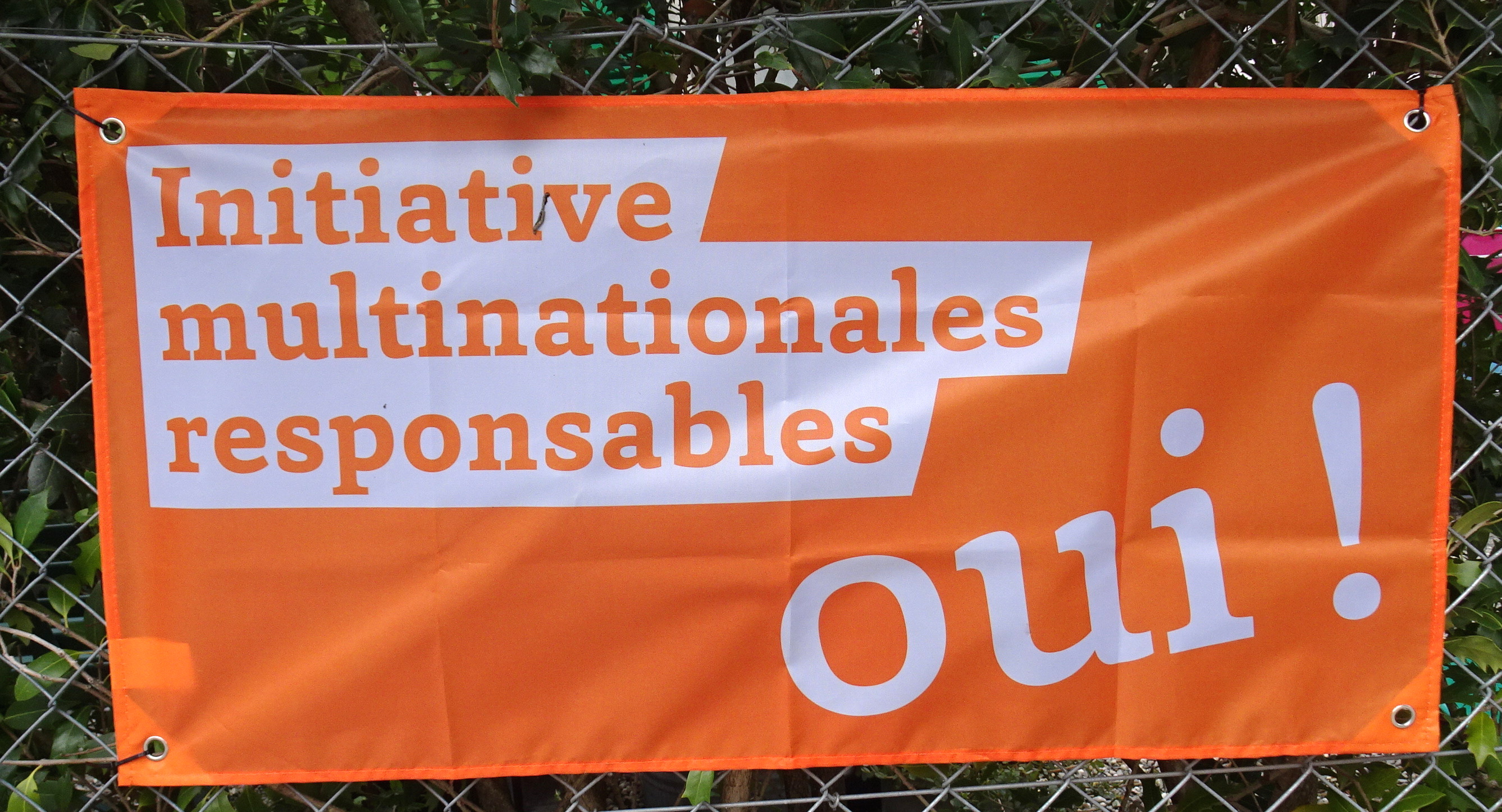
Fahne auf Französisch für die Konzernverantwortungsinitiative

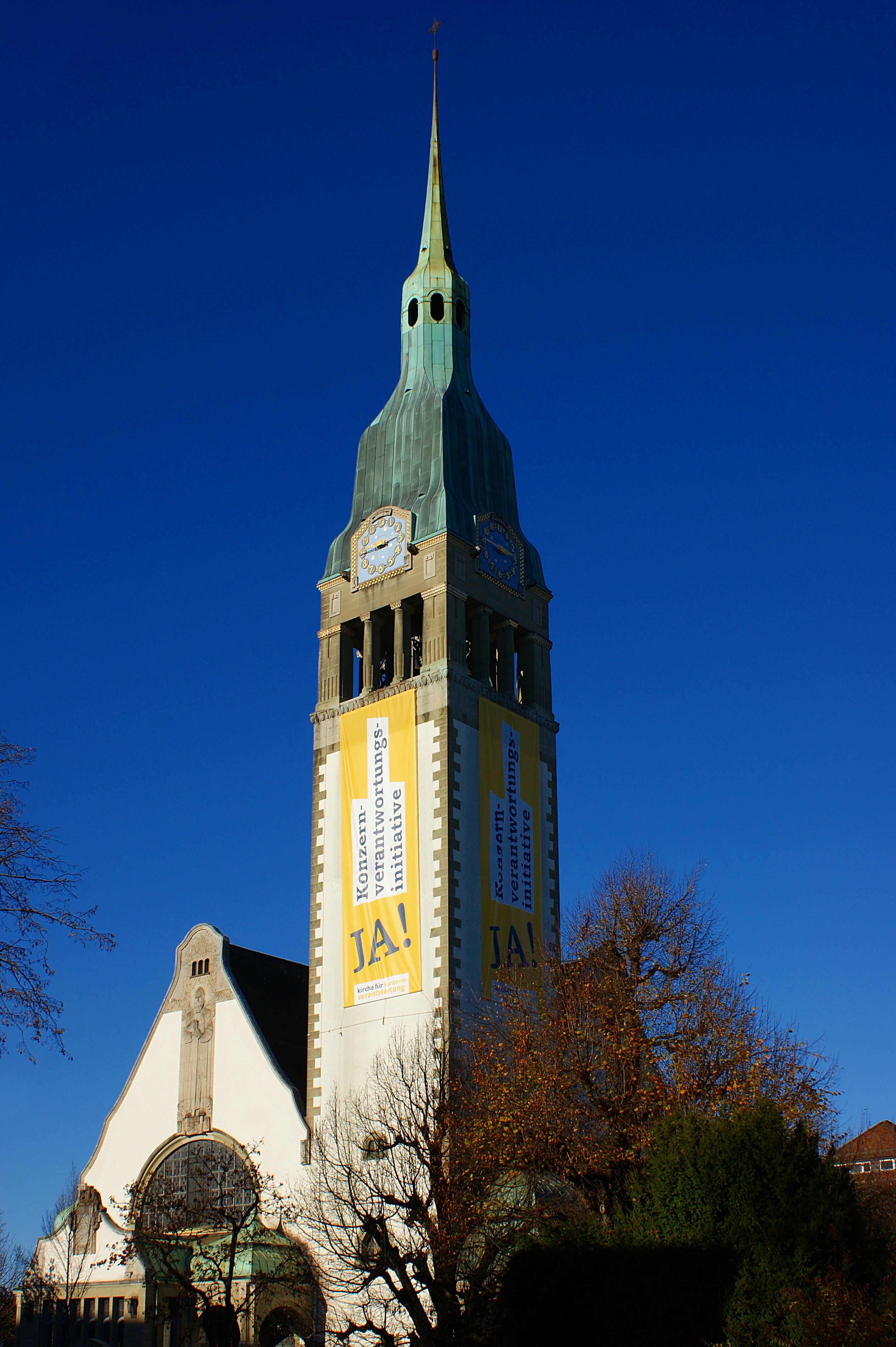
Fahne am Glockenturm der Pauluskirche in Bern

Die Konzernverantwortungsinitiative wurde von einem gleichnamigen Verein koordiniert, der gemäss eigenen Angaben «aus 130 Hilfswerken, Frauen-, Menschenrechts- und Umweltorganisationen, kirchlichen, genossenschaftlichen und gewerkschaftlichen Vereinigungen sowie Aktionärsverbänden» bestand, darunter Amnesty International, Greenpeace und WWF. Über das Initiativkomitee hinaus sprachen sich weitere Personen für die Volksinitiative aus, etwa der Berner Stadtpräsident Alec von Graffenried, der Bischof Felix Gmür und die Alt-Bundesrätin Ruth Dreifuss. Zudem hatten sich über alle Landesteile hinweg rund 450 sogenannte Lokalkomitees zur Unterstützung der Initiative gebildet. Der Verein Konzernverantwortungsinitiative rechnete für die Abstimmungskampagne mit einem spendenfinanzierten Budget von 1,3 Millionen Franken.
Die Initiative wurde im Abstimmungskampf des Weiteren von einem Wirtschaftskomitee, einem bürgerlichen Komitee und einer eigenständigen kirchlichen Kampagne unterstützt. Auch die politische Bewegung Operation Libero hatte sich für die Konzernverantwortungsinitiative ausgesprochen.
Im Oktober 2020 beschlossen die Grüne Partei der Schweiz und die Grünliberale Partei die Ja-Parole. Auch Bio Suisse, Pro Natura, GSoA und VPOD stellten sich hinter die Initiative. Die Ja-Parole wurde ausserdem beschlossen von den Parteien BDP, EDU, EVP, MCG und SPS sowie von den Sektionen CVP BE, GE, TG, UR, JCVP CH, ZH, JFDP SH und SVP Unterwallis. CVP GL und GR haben Stimmfreigabe beschlossen.
Bekämpft wurde die Konzernverantwortungsinitiative in erster Linie durch den Wirtschaftsdachverband Economiesuisse und den Konzernverband Swissholdings. Gemäss Medienberichten plante Economiesuisse, bis zu acht Millionen Franken in die Gegenkampagne zu investieren. Mit der Kampagnenführung wurde die Kommunikationsagentur furrerhugi beauftragt. Im Januar 2020 veröffentlichte furrerhugi im Auftrag der wirtschaftsliberalen Bewegung succèSuisse einen sogenannten «Faktencheck», der unter Beratung der Mediengruppe TX Group entstand und auf deren Online-Medien beworben wurde. Zudem wurde die Nein-Parole auch von der Landwirtschaftskammer (LAKA) des Schweizer Bauernverbands beschlossen. Die bürgerlichen Parteien FDP, SVP und CVP beschlossen in der Mehrheit ihrer Sektionen die Nein-Parole. Die Initiative wurde zudem von Chocosuisse abgelehnt. Das Nein-Komitee hielt die Initiative für wirtschaftsfeindlich. Die FDP-Bundesrätin Karin Keller-Sutter wurde von der Geschäftsprüfungskommission des Nationalrats in einem 2023 veröffentlichten Bericht wegen ihrer Kampagne gegen die Konzernverantwortungsinitiative kritisiert.

## Volksabstimmung, Gegenvorschlag

Abstimmungsergebnisse nach Kantonen

Die Initiative kam am 29. November 2020 vor Volk und Stände. Das Schweizer Volk stimmte der Initiative mit knapper Mehrheit von 50,73 % Ja-Stimmen zu (Volksmehr). Die Initiative scheiterte jedoch am Ständemehr.

Somit ging, statt des Vorschlags der Initianten, der indirekte Gegenvorschlag (Gegenentwurf) der Bundesversammlung in die Umsetzungsphase.
| Kanton                           | Ja (%)  | Nein (%) | Beteiligung (%) |
| -------------------------------- | ------- | -------- | --------------- |
| Aargau                           | 43,07 % | 56,93 %  | 43,15 %         |
| Appenzell Ausserrhoden           | 43,48 % | 56,52 %  | 50,65 %         |
| Appenzell Innerrhoden            | 34,98 % | 65,02 %  | 41,59 %         |
| Basel-Landschaft                 | 47,54 % | 52,46 %  | 45,73 %         |
| Basel-Stadt                      | 61,93 % | 38,07 %  | 55,21 %         |
| Bern                             | 54,60 % | 45,40 %  | 48,27 %         |
| Freiburg                         | 56,56 % | 43,44 %  | 45,06 %         |
| Genf                             | 64,16 % | 35,84 %  | 45,64 %         |
| Glarus                           | 47,14 % | 52,86 %  | 40,24 %         |
| Graubünden                       | 45,79 % | 54,21 %  | 43,83 %         |
| Jura                             | 68,69 % | 31,31 %  | 40,46 %         |
| Luzern                           | 44,09 % | 55,91 %  | 47,80 %         |
| Neuenburg                        | 64,60 % | 35,40 %  | 41,03 %         |
| Nidwalden                        | 32,20 % | 67,80 %  | 50,63 %         |
| Obwalden                         | 36,20 % | 63,80 %  | 49,56 %         |
| Schaffhausen                     | 47,24 % | 52,76 %  | 66,22 %         |
| Schwyz                           | 31,57 % | 68,43 %  | 47,13 %         |
| Solothurn                        | 43,83 % | 56,17 %  | 45,72 %         |
| St. Gallen                       | 42,32 % | 57,68 %  | 45,46 %         |
| Tessin                           | 54,16 % | 45,84 %  | 43,40 %         |
| Thurgau                          | 42,35 % | 57,65 %  | 44,39 %         |
| Uri                              | 41,47 % | 58,53 %  | 44,74 %         |
| Waadt                            | 59,84 % | 40,16 %  | 46,65 %         |
| Wallis                           | 44,71 % | 55,29 %  | 45,78 %         |
| Zug                              | 35,24 % | 64,76 %  | 55,99 %         |
| Zürich                           | 52,83 % | 47,17 %  | 49,99 %         |
| Schweizerische Eidgenossenschaft | 50,73 % | 49,27 %  | 47,02 %         |

### Initiative, Gegenvorschlag
- 17.060 Geschäft des Bundesrates: Für verantwortungsvolle Unternehmen – zum Schutz von Mensch und Umwelt auf der Website des Parlaments parlament.ch
- Eidgenössische Volksinitiative «Für verantwortungsvolle Unternehmen – zum Schutz von Mensch und Umwelt», Übersicht zur Initiative auf der Website der Bundeskanzlei bk.admin.ch
  - dort auch Gegenüberstellungen
    - Gegenüberstellung der Initiative "Für verantwortungsvolle Unternehmen" und Gegenvorschlag durch das BJ (PDF, 123 kB, 11. August 2020), auf bj.admin.ch
    - Gegenüberstellung der beiden Gegenvorschläge zur Initiative "Für verantwortungsvolle Unternehmen" durch das BJ (PDF, 418 kB, 5. Juni 2020), auf bj.admin.ch
- Übersicht: Konzernverantwortungsinitiative (KVI) – Indirekter Gegenvorschlag: Gegenüberstellung und mögliche Konsequenzen (PDF, 46 kB), auf vjrott.com
- Konzernverantwortungsinitiative in der Datenbank Swissvotes

### Kampagnen

#### Initianten, Pro-Kampagnen
- Verein Konzernverantwortungsinitiative, konzern-initiative.ch
- Wirtschaftskomitee für verantwortungsvolle Unternehmen, verantwortungsvolle-unternehmen.ch
- Bürgerliches Komitee für Konzernverantwortung, buergerliches-komitee.ch
- Kirche für Konzernverantwortung, kirchefuerkonzernverantwortung.ch
- Public Eye: Ja zu Konzernverantwortung am 29.11., auf publiceye.ch

Film der Initiative
- Dokumentarfilm «Der Konzern-Report» auf YouTube – Der eigens von der Konzernverantwortungsinitiative produzierte Dokumentarfilm «Der Konzern-Report» lässt Menschen auf zwei Kontinenten zu Wort kommen, die durch Schweizer Konzerne geschädigt werden. Dick Marty und weitere Stimmen aus dem In- und Ausland erklären, warum sie klare Regeln verlangen, damit Konzerne für Verfehlungen geradestehen müssen.

#### Gegenkampagnen, Kritiker, Pro-Gegenvorschlag
- Komitee «Ja zur Unternehmensverantwortung mit Gegenvorschlag», kvi-gegenvorschlag.ch
- Gegnerisches Wirtschaftskomitee «Zusammenarbeit statt Gerichtsprozesse», erpresserische-klagen-nein.ch
- KVI Faktencheck der wirtschaftsliberalen Bewegung «succèSuisse», auf guter-punkt.ch

### Artikel
- Thema Konzernverantwortungsinitiative auf NZZ, nzz.ch
- Nach Nein zur KVI – Bundesgericht schreibt Beschwerden gegen Kirchen ab vom 8. April 2021 auf SRF, srf.ch: „Die beschwerdeführenden Jungfreisinnigen Schweiz hatten das Engagement vonseiten der Kirche kritisiert.“

### Fernsehsendungen
- Arena: Profit statt Moral? SRF, 17. November 2017

- Arena: «Abstimmungs-Arena» zur Konzernverantwortungsinitiative SRF, 30. Oktober 2020

- Arena: Zweite «Abstimmungs-Arena» zur Konzernverantwortungsinitiative SRF, 20. November 2020